# Sh2-250
Sh2-250 è una nebulosa a emissione visibile nella costellazione del Toro.
Si trova nella parte meridionale della costellazione, al confine con Orione; può essere individuata circa 2° ad ovest della stella π3 Orionis, la più brillante dell'asterismo dello Scudo di Orione. La sua declinazione non è particolarmente settentrionale e ciò fa sì che essa possa essere osservata agevolmente da entrambi gli emisferi celesti, sebbene gli osservatori dell'emisfero boreale siano leggermente più avvantaggiati; il periodo in cui raggiunge la più alta elevazione sull'orizzonte è compreso fra i mesi di ottobre e febbraio.
Si tratta di un debole filamento di gas parzialmente ionizzato, che a differenza della gran parte delle nubi del Catalogo Sharpless non mostra emissioni nelle onde radio; secondo alcuni studi si tratterebbe di una nebulosa a riflessione illuminata da una stella di classe spettrale G, come potrebbe essere la vicina HD 29602, di ottava magnitudine; se la distanza corrisponde a quella della stella, essa si aggirerebbe sui 467 parsec (1522 anni luce). Non si esclude che le stelle che partecipano all'illuminazione della nube possano essere tuttavia più di una. Assieme a Sh2-251, questa nube farebbe parte di uno dei bordi più esterni della Bolla di Eridano.